# Limnophila (Limnophila) penana
Limnophila (Limnophila) penana is een tweevleugelige uit de familie steltmuggen (Limoniidae). De soort komt voor in het Neotropisch gebied.